# Leonid Paparde
Leonid Andriejewicz Paparde (Karł Rudolfowicz Miszke) (ros. Леонид Андреевич Папардэ, łot. Kārlis Miške, ur. 1893 w guberni inflanckiej, zm. 29 sierpnia 1938) – radziecki działacz partyjny.

## Życiorys
W 1911 wstąpił do SDPRR, w 1914 ukończył seminarium nauczycielskie, 1916-1917 pracował jako nauczyciel w guberni jenisejskiej, w 1917 został członkiem kolegium redakcyjnego "Gazety Robotniczo-Chłopskiej" w Krasnojarsku. Od 1918 był członkiem barnaułskiego podziemnego komitetu RKP(b), potem kierownikiem wydziału propagandy i agitacji ałtajskiego gubernialnego komitetu rewolucyjnego, od sierpnia 1920 kierownikiem powiatowego oddziału edukacji narodowej w Barnaule, a od października 1921 do sierpnia 1922 sekretarzem odpowiedzialnym ojratskiego powiatowego komitetu RKP(b) w guberni ałtajskiej. Później kierował Wydziałem Agitacyjno-Propagandowym Ałtajskiego Gubernialnego Komitetu RKP(b), od września 1924 do września 1928 był sekretarzem odpowiedzialnym Komitetu Obwodowego RKP(b)/WKP(b) Ojrotskiego Obwodu Autonomicznego, 1928-1930 zastępcą kierownika Wydziału Organizacyjno-Dystrybucyjnego Zachodniosyberyjskiego Krajowego Komitetu WKP(b), następnie kierownikiem Wydziału Agitacji Masowej Syberyjskiego Krajowego Komitetu WKP(b) i III sekretarzem Zachodniosyberyjskiego Krajowego Komitetu WKP(b). Od 1932 do stycznia 1934 był przewodniczącym Zachodniosyberyjskiej Krajowej Komisji Kontrolnej WKP(b), 1934-1935 pracownikiem Swierdłowskiego Obwodowego, następnie Zachodniego Obwodowego Komitetu WKP(b), później do października 1937 sekretarzem Kolegium Partyjnego Komisji Kontroli Partjnej przy KC WKP(b) na obwód zachodni, a od października 1937 do stycznia 1938 na obwód smoleński. Został odznaczony Orderem Czerwonego Sztandaru Pracy.
W styczniu 1938 został aresztowany podczas wielkiego terroru, następnie skazany na śmierć i rozstrzelany.